# Titus Interactive
Titus Interactive, S.A. — французская компания, разработчик и издатель игр для персональных компьютеров и игровых приставок, существовавшая с 1985 по 2004 год.
Эмблема: стилизованное изображение лисьей головы (использовалась с 1985 года, впоследствии стала прототипом лисёнка Титуса — главного персонажа игры Titus the Fox: To Marrakech and Back).

## История
Компанию основали в 1985 году братья Эрве и Эрик Каен (фр. Hervé Caen, Eric Caen).
Благодаря изданию и розничной продаже ряда игр, разработанных для разных платформ, Titus Interactive быстро заняла ведущее место среди европейских производителей и открыла зарубежные отделения в США и Японии.

К 2001 году Titus Interactive поглотила такие компании, как Digital Integration и BlueSky Software, стала собственником контрольных пакетов акций американских корпораций Interplay Entertainment и Virgin Interactive.
После смены в 2002 году руководства Interplay Entertainment её акции резко обесценились и были сняты с торгов, а корпорация за два следующих года не смогла профинансировать ни одной новой игры. В 2005 году компания Titus Interactive, держатель 67 % акций, французским судом была признана банкротом и прекратила своё существование.
Сведений о возобновлении деятельности Titus Interactive или создании другой компании с тем же названием не имеется, бывшие официальные сайты сменили владельцев.

## Изданные игры Titus Interactive
Большинство указанных игр были разработаны корпорацией Titus Software, но в некоторых случаях компания выступала издателем.
1988
- Crazy Cars
- Fire and Forget
- Galactic Conqueror
- Off Shore Warrior

1989
- Crazy Cars 2
- Titan
- Knight Force

1990
- Crime Does not Pay
- Dark Century
- Dick Tracy
- Fire and Forget II
- Un Indien dans la ville (Little Indian: An Indian in the city в США), разработчик TF1 Video совместно с Titus
- Wild Streets

1991
- The Blues Brothers
- Prehistorik

1991
- Battlestorm
- Crazy Cars 3
- Titus the Fox

1993
- Prehistorik 2
- Super Cauldron

1994
- Monster Max
- Lamborghini American Challenge
- Quik the Thunder Rabbit

1995
- Prehistorik Man

1996
- Virtual Chess
- Virtual Chess II
- Metal Rage
- The Brainies
- Incantation
- Oscar (SNES версия)

1997
- Rival Realms
- Virtual Chess 64
- Superman (Game Boy)
- Automobili Lamborghini

1998
- Quest for Camelot, издано Nintendo America Inc.

1999
- Roadsters
- Superman 64
- Evil Zone, разработано YUKE’s Future Media Creators
- Xena: Warrior Princess: The Talisman of Fate, разработано Saffire

2000
- Incredible Crisis, разработчик Polygon Magic
- Hercules: The Legendary Journeys, разработчик Player 1
- Carmageddon 64, разработчик Software Creations
- Blues Brothers 2000, разработчик Player 1
- Kao The Kangaroo, разработчик X-Ray Interactive

2001
- Top Gun: Combat Zones, разработчик Digital Integration
- Virtual Kasparov
- Top Gun: Firestorm
- Worms World Party разработчик Team17
- Exhibition of Speed разработчик Player 1
- X'Treme Roller разработали Microïds и Neko Entertainment (игра предназначалась для релиза в США, но была отменена по неизвестным причинам)
- Sgt. Cruise (отменена)
- Xena Warrior Princess, разработчик Factor 5

2002
- Barbarian, разработчик Saffire
- Downforce, разработчик SmartDog

2003
- RoboCop